# Погреб за боеприпаси
Погреб за боеприпаси e защитено от разрушение (в т.ч. и на кораба) помещение за съхраняване на взривни вещества и боеприпаси.
Погребите за боеприпаси се делят на артилерийски, минни, торпедни и други. Оборудвани са със стелажи, сандъци, шкафове, система за вентилация, за охлаждане и контрол над влажността и обработка на въздуха, система за гасене на пожари, контролно-измервателни прибори и сигнални средства.
Във ВМФ на Русия вратите на погребите за боеприпаси се маркират с литера „Б“ (боезапас).

## Барутни погреби
Частен случай са барутните (бомбовите) погреби. Като правило се разполагат между фортовете, в зоната на артилерийските батареи, най-често в две линии, и освен това в центъра на крепостта.